# ジーク川

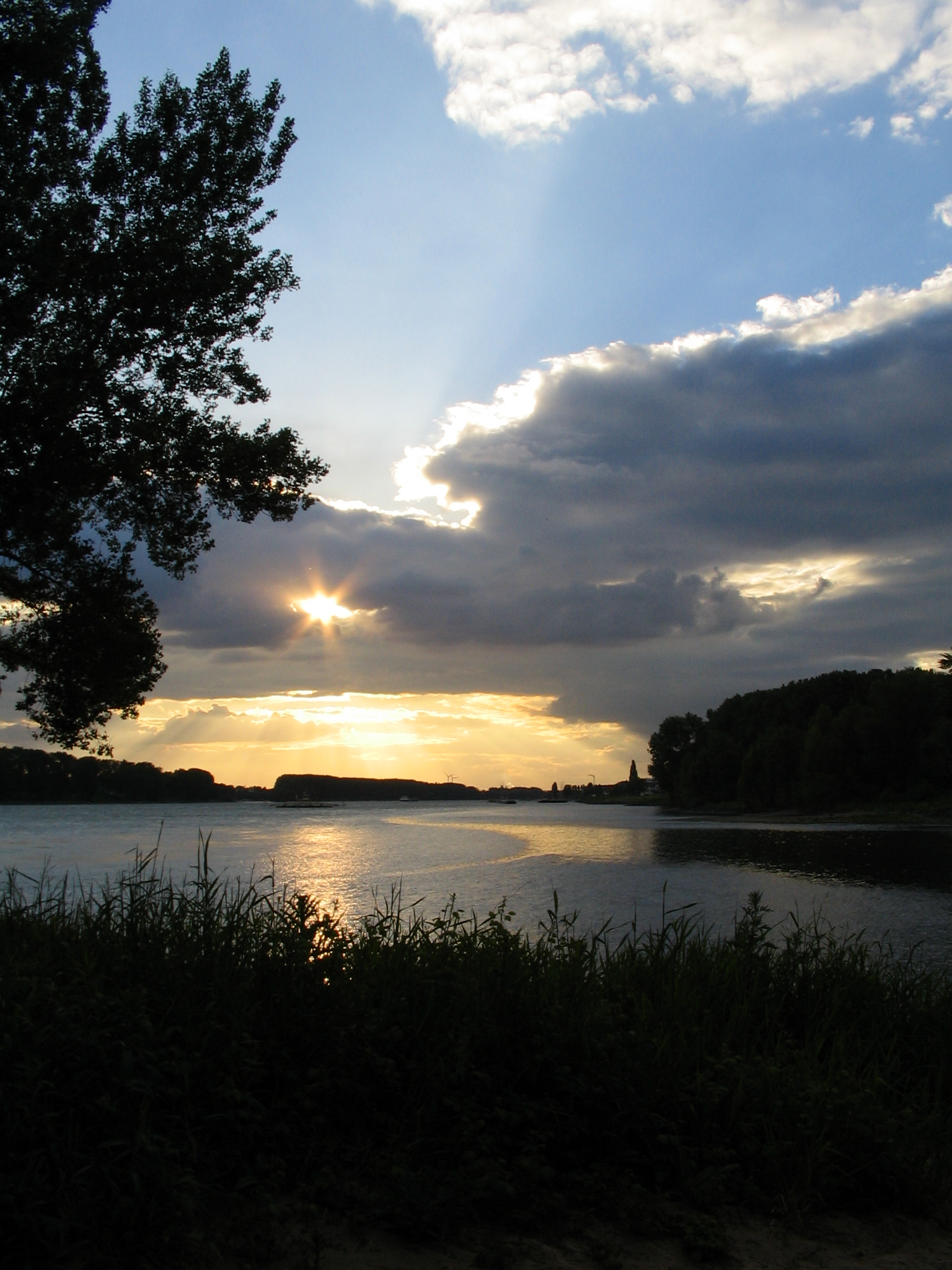
ジーク川とライン川の合流点。画面奥左手の小さな川がジーク川。ケムパー・ヴェルトの先端を挟んで右側がライン川本流。

ジーク川（ジークがわ、Sieg）はドイツ、ノルトライン＝ヴェストファーレン州(以下、NW)およびラインラント＝プファルツ州(以下、RP)を流れる全長152.7kmの、ライン川右岸の支流。アイトルフ (NW) とベッツドルフ (RP) の間の平均勾配は0.15%。流域面積は、2,832km²、メンデン水位測定所（トロースドルフ）における平均流速は52m³/sである。

## 行程

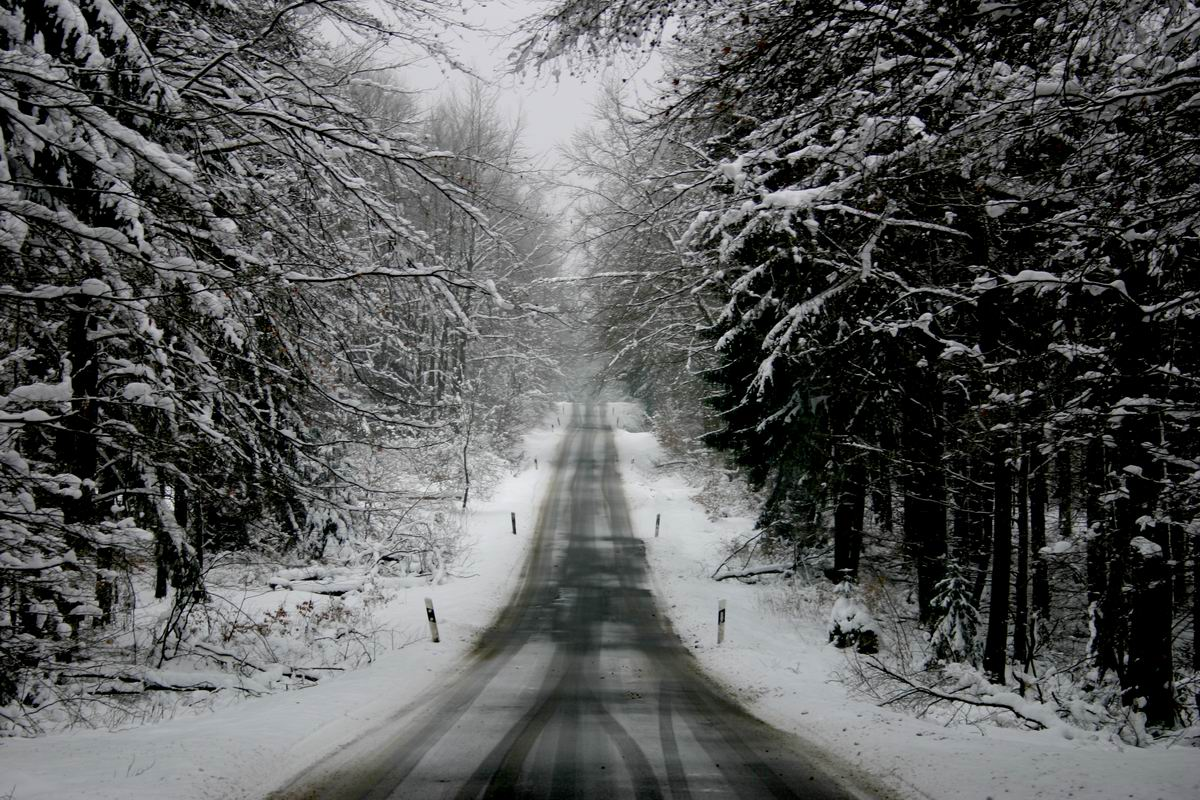
ジーク川水源付近のアイゼンシュトラーセ

ジーク川は、ロタール山地(NW)に位置するネトフェンの町の北東部、町境付近のネンカースドルフ地区に湧出する。水源地はロタールシュタイク（有名なトレッキングコース）沿い、アイゼンシュトラーセにも近い標高603mの地点である。
川はほぼ東西に流れる。数km下ると都市ジーゲンに至る。ここでは部分的にシュタットアウトバーンのヒュッテンタールシュトラーセが川をまたいでいる。34km下ってニーダーシェルデン地区（ジーゲン）を抜けるとラインラント＝プファルツ州に入る。さらに44km下流のヴィンデック付近（実際には次の町アイトルフまでRP）でノルトハイム＝ヴェストファーレン州に戻りボンの北、ニーダーカッセルのモンドルフ地区でライン川に合流する。合流点は標高わずか45m、下ライン川の起点である。

### 流域
ジーク川は中央中低山地経済圏を流れ、ライン川水系に属する。流域は、ゲルギシェ地方、ヴァエスターヴァルト、ロタール山地、ライン平野を含む2,832 km²。このうち2,190 km²がノルトライン＝ヴェストファーレン州、642 km²がラインラント＝プファルツ州である。南北60km、東西85kmの範囲に広がっている。

### 上流域
ロタール山地のジーク川の水源付近は、ライン＝ヴェーザー分水界となっている。ジーク川の水源からわずか2.5km南にはラーン川の、3km北西にはエーダー川の水源がそれぞれ位置している。ジーク川、ラーン川はライン川水系に、エーダー川はフルダ川を経由してヴェーザー川水系に属する。

### 下流域
ジークブルク付近でジーク川は山間地方を抜け出す。ここには堰も設けられている。この付近は洪水を起こしやすく実際何度も起こっているのだが、川沿いには大規模な草地や湿地が広がっており、ライン川とは違い、町が被害を受けることはほとんどなかった。こうした箇所は、洪水以外の通常時にはハイキングコースやサイクリングコースになっている。川自体はカヌーツアーに愛用されている。

### 河口

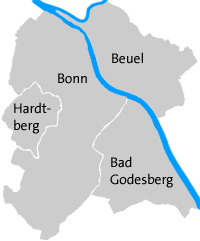
ボンの市街図。Beuel地区の南東から北西に向かって町を貫通しているのがライン川、同地区の北の市境を流れるのがジーク川。二つの川に挟まれた舌状の細長い土地がケムパー・ヴェルト。

ジーク川の河口付近は、1986年に自然保護区に指定されたため、ライン川に最後まで残された自然の一つとなっている。この自然保護区はトロースドルフのジークラーラー湖から始まっている。河口地域はまた、EUの動植物保護区にもあたり、保護環境を享受している。河口付近でジーク川は約1.5kmほどライン川と平行に流れている。
ジーク川とライン川に挟まれた「ケムパー・ヴェルト (Kemper Werth)」という名前の舌状に突き出した岬は、以前は島であった土地で、その形から「Pfaffenmütze（プファッフェンミュッツェ、坊主の帽子）」とも呼ばれる。
1777年ケルン選帝侯国は、ベルク公爵とともに、近隣地区を洪水から守るために、ジーク川河口をまっすぐに改修する工事を行い、この結果ジーク川はライン川に直角に合流することとなった。この改修された流れは土砂をライン川に運び込み河床が浅くなってしまい、自分自身の河床によって水位が高くなる事態を招いてしまった。この高い水位は再びジーク川の決壊を起こした。今日、トロースドルフ＝ベルクハイムの下流に埋もれてしまった導水路を見ることができる。
1852年、政府は小島と川岸との間に堤防を築き、ジーク川の河床を元に戻した。

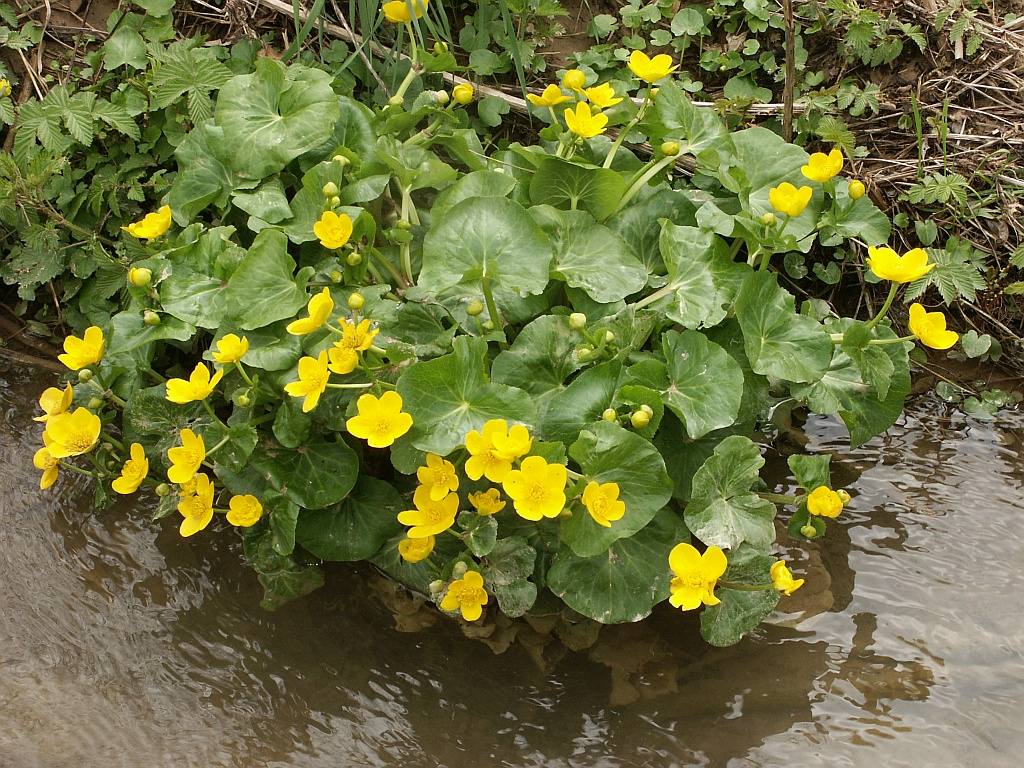
リュウキンカ

### 植生
ジーク川の堤防の植生は、川の流れにつれて変化する。上流部は密生し、陰の多い森の中を流れており、まばらな草の類が見られるだけである。中流域は森と湿原がめまぐるしく入れ替わる地形である。ここでは、リュウキンカ（Caltha palustris）、キショウブ（Iris pseudacorus）が生育しており、ハナウド属のHeracleum mantegazzianumやイタドリ（Fallopia japonica）も見ることができる。下流域は、草地などになっている。ヨシ（ Phragmites australis）、ガマ（Typhaceae）、クサヨシ（Phalaris arundinacea）などがこの地域の典型的な植物である。

## 川の名前
「Sieg」という名前は、ドイツ語の「勝利」を意味するものではなく、ケルト語の「Sikkere」に由来し、「速い流れ」を意味する。あるいは、この付近に住んでいた部族であるSigambrer族に由来するという説もある。

## 町
ジーク川は、以下の町を流れ下る。
- ネトフェン（Netphen）
- ジーゲン（Siegen）
- ムーダースバッハ（Mudersbach）
- ブラハバッハ（Brachbach）
- キルヒェン（Kirchen）
- ベッツドルフ（Betzdorf）
- ヴァルメンロート（Wallmenroth）
- ニーダーヘーフェルス（Niederhövels）
- ヴィッセン（Wissen）
- ハム（Hamm）
- エッツバッハ（Etzbach）
- アウ（Au）
- ヴィンデック（Windeck）
- アイトルフ（Eitorf）
- ヘンネフ（Hennef）
- ジークブルク（Siegburg）
- トロースドルフ（Troisdorf）
- ザンクト・アウグスティン（Sankt Augustin）
- ボン（Bonn）
- ニーダーカッセル（モンドルフ地区）（Niederkassel）-Mondorf

## 支流
かっこ内は、ジーク川から見た合流方向。
- フェルンドルフバッハ川（Ferndorfbach、右)
- ヴァイス川（Weiß、左)
- シェルデバッハ川（Scheldebach、左)
- ヘラー川（Heller、左)
- エルプバッハ川（Elbbach、左)
- ヴィッサー・バッハ川（Wisser Bach、右)
- ニスター川（Nister、左)
- エッツバッハ川（Etzbach、左)
- ブレール川（Bröl、右)
- ハンフバッハ川（Hanfbach、左)
- ヴァーンバッハ川（Wahnbach、右)
- プライスバッハ川（Pleisbach、左)
- アッガー川（Agger、右)